# 清水宏保
清水 宏保（しみず ひろやす、1974年〈昭和49年〉2月27日 - ）は、日本の元スピードスケート選手、医学者、スポーツキャスター、タレント、実業家。学位は博士（医学）（弘前大学・2023年）。
北海道帯広市出身。有限会社Shimizu所属 兼取締役。1998年長野オリンピックで金メダル1個、銅メダル1個、2002年ソルトレークシティオリンピックで銀メダルを獲得した。身長は162cm。

## 経歴

### スケート選手として
実家は建設会社。葵幼稚園、帯広市立栄小学校、帯広市立帯広第一中学校、白樺学園高等学校、日本大学文理学部卒業。三協精機、NECを経て、現在は株式会社コジマに所属するプロのスケーターである。
1993年2月、イタリア・バゼルガ・ディ・ピネで行われたスピードスケートW杯に18歳で初出場し初優勝という快挙を達成。その直後の世界スプリント=群馬県伊香保では総合3位に入り、小柄な世界トップスケーターとして注目を集める。
1994年リレハンメルオリンピック、1998年長野オリンピック、2002年ソルトレークシティオリンピック、2006年トリノオリンピックと、4度の冬季オリンピックに出場している。長野では500mで日本のスピードスケート選手としては初となる金メダル（冬季オリンピック個人競技では1972年札幌オリンピックの笠谷幸生以来26年ぶり）、1000mでも銅メダルを獲得、ソルトレイクシティの500mでもトップと0.03秒差の銀メダルを獲得した。ワールドカップ（W杯）通算優勝回数は34回である。
金メダルを獲得した長野オリンピック直後の1998年4月、清水は所属していた三協精機を退社し、日本で初めての「プロ」（スピード）スケーターとなることを宣言。その後NECがスポンサーとして名乗り出る。9月に同社と社員契約を結ぶ一方で、複数の企業とスポンサー契約を交わすプロアスリート活動を始めた。
1993年の世界デビュー以降、10年以上にわたって日本スケート界を牽引してきたが、2005年の世界距離別選手権で2位になったのを最後に世界では目立った成績を残せなくなった。男子短距離では、加藤条治、及川佑、長島圭一郎など「ポスト清水」と言われる世代が実力をつけたこともあり、選手としての去就に関心が集まるようになる。2008年3月限りで契約していたNECを退社、新たにコジマと契約を結んだ。
2009年12月に長野市のエムウェーブで開催された2010年バンクーバーオリンピック代表選考会で500m7位、1000m9位に終わって代表を逃し、「去就については改めてコメントしたい」と語った。マスコミでは「現役引退の決意を固めた」と報じられた。2010年2月19日、今シーズン限りでの現役引退が所属するコジマより正式に発表された。3月5日に引退会見を開き、バンクーバーオリンピックの代表選考が終わった際に引退を決意したと述べた。選手生活については「たくさんの人に支えられ、幸せなスケート人生だった」「唯一の心残りは（500mで）33秒台を出せなかったこと」と振り返り、今後については未定としながらも「いろいろ勉強して、メダルを目指す選手にアドバイスする立場になっていければ」と話している。
2009年12月にモデルの高垣麗子との交際がお互いのブログにより公表され、その後2010年3月31日に婚姻届を出した。

### 引退後
2010年5月、株式会社two.seven設立。代表取締役社長就任。
2011年4月から日本大学大学院グローバル・ビジネス研究科グローバル・マネジメント専攻に入学、2013年3月に修士課程を修了した後も研究生として在学。一方で、テレビ中継解説や『情報満載ライブショー モーニングバード!』（テレビ朝日）のレギュラーゲストコメンテーターとして参加（選挙立候補のため降板）、2011年4月からは『スポーツドミンゴ』（NHK BS1）で初めてスポーツ番組のキャスターを担当した。2013年4月にはフジテレビ系のテレビドラマ『間違われちゃった男』へゲスト出演、初のドラマ出演を果たした。
2011年12月19日、高垣との間での離婚成立。
2012年に行われた第46回衆議院議員総選挙に新党大地公認で北海道1区から出馬するが、落選。
2013年7月には札幌市に整骨院を開院。
2014年11月、株式会社two.sevenを北海道札幌市へ移転し、リハビリ型通所介護施設リボンリハビリセンターを開設。その後、通所介護事業所・訪問看護ステーション・定期巡回随時対応型訪問介護看護事業所・サービス付き高齢者向け住宅・スポーツジム複数店舗を開設。
2015年4月、弘前大学大学院医学研究科博士課程に入学した。
2017年4月、北海道千歳リハビリテーション大学客員教授就任。7月に十勝で行われたGRネッツカップ・ヴィッツレースでモータースポーツデビュー。6位に入賞した。
2021年は国際ラリー経験豊富な寺田昌弘をコ・ドライバーとして、ヴィッツでTGRラリーチャレンジにも挑戦する。
2023年3月、弘前大学大学院医学研究科博士課程修了。
2024年1月、株式会社two.seven代表取締役会長に就任。

## 選手としての話題

### 持病
幼少の頃より気管支喘息を持つ。喘息をうまくコントロールして五輪に出場しメダル獲得までをも果たしたスポーツ選手として、代表的な長期管理喘息治療薬の発売元であるグラクソ・スミスクライン社の宣伝に起用されているほか、喘息関係の学会などにも招聘されている。

### トレーニングと道具
固定自転車により失神寸前まで追い込むトレーニングをおこなっていた。また、自らが使う道具、特にスケート靴に強いこだわりを持つ。長野五輪前にはスラップスケートの靴底にカーボンファイバーを使い剛性を高めることを思いつき、「カーボンファイバーに関する高い加工ノウハウを持っている」との理由から、本来レーシングカーの製造会社である東京R&Dに特注してカーボンファイバー製のスケート靴を作らせたほどであった（長野五輪ではその東京R&D製のスケート靴を使用し金メダルを獲得している）。

### 日本初のプロスケーター
上記の通り、1998年にプロ宣言をおこなう。スピードスケートをメジャースポーツにすることを望んでいた清水は、不況により企業のスケート部が相次いで消滅している現状を憂えていた。清水のこの行動は、スケートのみに集中できる環境を作るのと同時に、企業が選手を抱え込む現在のスケート界の体質にも一石を投じるものであった。

### 500m世界記録
1996年3月カルガリーにおいて35秒39の男子500m世界新記録を樹立。スプリント競技は長身選手に有利というそれまでの常識を覆し、この種目の第一人者となる。その後も記録更新を繰り返し、一時期ジェレミー・ウォザースプーンに抜かれるものの、2001年3月10日世界距離別選手権=ソルトレイクシティにおいて自身4度目の記録更新となる34秒32を記録し、世界記録保持者に返り咲いた。この記録は、2005年11月に加藤条治（34秒30）に破られた（現在の世界記録はジェレミー・ウォザースプーンの34秒03）。また、フキ・プランニング製のシューズであった。

### 清水と加藤
清水が前半の「ロケットスタート」でタイムを出すタイプであるのに対して、加藤条治は世界一と称されるコーナーワークの技術が持ち味。加藤が高校生の頃から、清水はその技術の高さに一目置いており、加藤がショートトラックからコーナーワークを磨いていたことを聞きつけると自分の練習にもショートを取り入れるなど、その技術の習得に意欲を見せた。加藤条治とはライバル関係にあるが、プライベートでは仲が良い。
加藤がバンクーバーオリンピックスピードスケート男子500mにおいて銅メダルを獲得した際、清水は朝日新聞社のコラムにて、手厳しい筆致でつづられた、激励ともとれるメッセージを寄せている。

## 主な戦績
| 年   | 冬季オリンピック        | 世界距離別選手権         | 世界スプリント | ISUワールドカップ               |
| ---- | ----------------------- | ------------------------ | -------------- | ------------------------------- |
| 1993 |                         |                          | 3位            |                                 |
| 1994 | 5位 (500m) 19位 (1000m) |                          | 4位            |                                 |
| 1995 |                         |                          | 2位            | 総合優勝 (500m)                 |
| 1996 |                         | 優勝 (500m)              | 2位            | 総合5位 (500m)                  |
| 1997 |                         | 3位 (500m)               | 4位            | 総合優勝 (500m)                 |
| 1998 | 優勝 (500m) 3位 (1000m) | 優勝 (500m) 3位 (1000m)  | 4位            | 総合3位 (500m)                  |
| 1999 |                         | 優勝 (500m) 2位 (1000m)  | 3位            |                                 |
| 2000 |                         | 優勝 (500m) 7位 (1000m)  | 3位            | 総合2位 (500m) 総合5位 (1000m)  |
| 2001 |                         | 優勝 (500m) 棄権 (1000m) | 2位            | 総合優勝 (500m)                 |
| 2002 | 2位 (500m)              |                          | 9位            |                                 |
| 2003 |                         | 2位 (500m) 6位 (1000m)   | 5位            | 総合6位 (500m)                  |
| 2004 |                         | 9位 (500m)               | 7位            | 総合4位 (100m) 総合3位 (500m)   |
| 2005 |                         | 2位 (500m)               | 10位           | 総合5位 (500m)                  |
| 2006 | 18位 (500m)             |                          | 29位           |                                 |
| 2007 |                         |                          |                | 総合20位 (100m) 総合20位 (500m) |
| 2008 |                         |                          |                |                                 |
| 2009 |                         |                          |                |                                 |

|                  | 金 | 銀 | 銅 |
| ---------------- | -- | -- | -- |
| 冬季オリンピック | 1  | 1  | 1  |
| 世界距離別選手権 | 5  | 3  | 2  |
| 世界スプリント   | 0  | 3  | 3  |

## 清水宏保と競輪
- 上記の通り、1998年4月に三協精機を退社したが、理由は競輪学校受験のためという話が、一部のマスコミ報道でなされた。つまりこの時点で競輪選手への転向を視野に入れていたが、当時競輪学校の受験資格に『満24歳未満』という年齢制限があり、同時期時点で24歳となっていた清水には受験資格がなかった。

- こうした話を受け日本自転車振興会は、競輪学校第86期（2000年入学）の募集要項を一部改正し、競技を問わず、国際大会で相当の成績（オリンピックであればメダリスト）を収めた者については、満29歳未満まで受験資格年齢を引き上げる（特別選抜入試制度）ことになった。しかし、上記の通り、既にプロスケート選手としての活動をしていた清水に、もはや競輪選手を志望する動機はなくなっていた。なお、長野五輪・ショートトラック500mで銅メダルを獲得した植松仁が特別選抜入試制度枠を利用し、同校第86期生として入学。2001年に競輪選手へ転向した。

- その後、特別選抜入試制度の条件がさらに緩和された（オリンピックであれば入賞以上）ことから、2002年ソルトレークシティオリンピック・スピードスケート代表の武田豊樹が同大会終了後、88期生として同制度を利用して入学し、2003年に競輪選手へ転向した。更に93期（2006年11月入学）からは競輪学校の受験資格のうち年齢制限が撤廃（上限のみ）されたことから、スピードスケート界からは西谷岳文や今井裕介が、その他プロ野球など他競技出身者が競輪に転向するケースが目立ってきた。

- 競輪学校の、こうした一連の改革を促したのは、清水の競輪選手転向が幻に終わった反省があったものと考えられる。なお、清水は一時、自転車競技でのオリンピック出場を視野に入れていたこともあり、1999年の全国都道府県対抗自転車競技大会（明石公園自転車競技場）に出場したこともある。

- 自転車トレーニングコーチは、元競輪選手の川村恵三（日本競輪学校第20期生）である。

## 出演

### 情報・バラエティ
- 第49回NHK紅白歌合戦（NHK総合・ラジオ第1、1998年12月31日）審査員
- 情報満載ライブショー モーニングバード!（テレビ朝日、2011年 - 2012年11月）[注 1]
- スポーツドミンゴ（NHK BS1、2011年 - 2012年）
- ナカイの窓（日本テレビ、2014年1月23日）
- オールスター感謝祭（TBSテレビ、2014年10月4日）
- めちゃ2イケてるッ! 春の3時間超SP!【赤恥トップアスリート抜き打ち学力テスト】（フジテレビ、2015年4月4日）
- 発見!タカトシランド（2017年5月12日。2020年8月28日、9月11日、北海道文化放送 - 「札幌市・山鼻エリアでお宝さがし！」、「札幌”南郷通エリア"をマチ歩き！」・「札幌・環状通東エリアでイイとこ探し！」
- おぎやはぎの愛車遍歴 NO CAR, NO LIFE!（BS日テレ、2018年2月3日[18]）
- イチモニ!（北海道テレビ）水曜日レギュラー
- 奇跡のレッスン スピードスケート 清水宏保 全力で挑んだ失敗が未来を拓く（NHK BS1、2021年3月19日）
- 夢へチャレンジ（テレビ北海道）

### テレビドラマ・アニメ
- 間違われちゃった男 第3話（2013年4月27日、フジテレビ） - 片淵忍 役
- 邪神ちゃんドロップキックX（第7話、2022年）本人役（声：松岡禎丞）

## 著書・関連書籍
- 清水宏保『ぜんそく力 ぜんそくに勝つ100の新常識』ぴあ、2011年 ISBN 4835617894
- 清水宏保『プレッシャーを味方にする心の持ち方』扶桑社、2011年 ISBN 4594065198
- 清水宏保『金メダリストが考えた 世界一の腰痛メソッド』マガジンハウス、2012年 ISBN 4838724594
- 吉井妙子『神の肉体 清水宏保』新潮社、2002年 ISBN 4104530018